# Gladiolus triphyllus
Gladiolus triphyllus är en irisväxtart som först beskrevs av James Edward Smith, och fick sitt nu gällande namn av Ker Gawl. Gladiolus triphyllus ingår i släktet sabelliljor, och familjen irisväxter.
Artens utbredningsområde är Cypern. Inga underarter finns listade i Catalogue of Life.